# Erik van den Doel
Erik van den Doel (* 15. Mai 1979 in Leiden) ist ein niederländischer Schachgroßmeister.

## Erfolge
Er ist bereits seit 1998 Großmeister (und war damit damals jüngster niederländischer Großmeister).
2005 gewann er in Amsterdam gemeinsam mit Yasser Seirawan die Offene Niederländische Chess960-Meisterschaft. 2006 gewann er das Noteboom-Turnier in Leiden mit einem perfekten Ergebnis von 6 aus 6, 2007 die Offene Internationale Niederländische Meisterschaft in Dieren.
Im Januar 2014 liegt er auf Platz 12 in den Niederlanden.
2016 gewann er den Nord-West-Cup.

## Mannschaftsschach

### Nationalmannschaft
Van den Doel nahm mit der niederländischen Nationalmannschaft an den Schacholympiaden 1998, 2002, 2004 und 2006 und an den Mannschaftseuropameisterschaften 2001, 2003, 2005 und 2007 teil. Er wurde 2001 in León und 2005 in Göteborg Mannschaftseuropameister, 2001 erreichte er außerdem das drittbeste Einzelergebnis am vierten Brett.

### Vereine
In der niederländischen Meesterklasse spielte van den Doel bis 1998 bei der Bussums Schaakgenootschap, von 1998 bis 2006 für De Variant Breda, mit denen er 1999, 2000, 2001, 2002, 2003, 2004, 2005 und 2006 niederländischer Mannschaftsmeister wurde und am European Club Cup 1999 teilnahm, und von 2007 bis 2011 für HMC Calder. Seit der Saison 2014/15 spielte er für den Rotterdamer Verein Charlois Europoort, mit dem er 2015 niederländischer Mannschaftsmeister wurde.
In Deutschland spielte van den Doel von 1999 bis 2021 bei der SG Porz (bis 2007 in der 1. Bundesliga, seitdem in der 2. Bundesliga) und wurde mit dieser 2000 und 2004 deutscher Mannschaftsmeister Seit 2022 spielt er beim SC Ötigheim.
In Belgien spielte er bis 2011 für den KSK 47 Eynatten, mit dem er 2004, 2005, 2006, 2010 und 2011 belgischer Mannschaftsmeister wurde, seitdem für die Schachfreunde Wirtzfeld, mit denen er 2013 und 2018 belgischer Mannschaftsmeister wurde.
In der luxemburgischen Division nationale spielt van den Doel in der Saison 2015/16 für Gambit Bonnevoie, er hat auch schon in der französischen 1. Liga (für Vandœvre und Mulhouse) und norwegischen Eliteserien (für Moss SK) gespielt.